# Позолочене століття (серіал)
«Позолочене століття» (англ. The Gilded Age) — американський історичний драматичний телесеріал, створений Джуліаном Феллоузом. Його прем'єра відбулася 24 січня 2022 року.

## Сюжет
Дія серіалу відбувається у 1880-ті роки. Молода дівчина Маріан Брук, дочка генерала-жителя півдня, яка недавно втратила сім'ю, переїжджає до Нью-Йорка, до своїх тітоньок. Вона отримує доступ до вищого суспільства і намагається освоїтися у цьому світі.

## У ролях

### Головні
- Керрі Кун — Берта Расселл
- Морган Спектор — Джордж Рассел
- Луїза Джейкобсон — Маріан Брук
- Дені Бентон — Пеггі Скотт
- Таїса Фарміга — Гледіс Расселл
- Гаррі Річардсон — Ларрі Расселл
- Синтія Ніксон — Ада Брук
- Крістін Баранскі — Агнес ван Рейн
- Блейк Рітсон — Оскар ван Рейн
- Донна Мерфі — Керолайн Шермерхорн Астор
- Дебра Монк — Місіс Армстронг

### Другорядні
- Одра Мак-Дональд — Дороті Скотт
- Джинн Тріплгорн — Сільвія Чемберлен
- Натан Лейн — Ворд Макалістер
- Лінда Емонд — Клара Бартон
- Саллі Річардсон

## Виробництво
Перше повідомлення про те, що Джуліан Феллоуз працює над «Позолоченим віком», з'явилося у ЗМІ у вересні 2012 року. Офіційно серіал був анонсований лише у січні 2018 року. Феллоуз у зв'язку з цим заявив: «„Позолочене століття“ — це виконання особистої мрії, я був зачарований цим періодом американської історії протягом багатьох років, і тепер NBC дала мені шанс донести його до сучасної аудиторії». У травні 2019 року цей проект перейшов від NBC до HBO. Початок зйомок було заплановано на березень 2020, проте через пандемію коронавірусу його перенесли на осінь. Зрештою зйомки почалися в лютому 2021 року в Ньюпорті (Род-Айленд).
Прем'єра серіалу відбулася 24 січня 2022 року.